# Bunaeopsis gabonica
Bunaeopsis gabonica är en fjärilsart som beskrevs av Pierre Claude Rougeot 1955. Bunaeopsis gabonica ingår i släktet Bunaeopsis och familjen påfågelsspinnare. Inga underarter finns listade i Catalogue of Life.